# Chiesa di San Mariano
La chiesa di San Mariano è un luogo di culto cattolico dalle forme neobizantine, situato in via Caduti del Monte Caio 7 a Villula, frazione di Corniglio, in provincia e diocesi di Parma; è sede di una parrocchia compresa nella zona pastorale della Montagna.

## Storia
Il luogo di culto originario fu edificato in epoca medievale; la più antica testimonianza della sua esistenza risale al 1230, quando la Capelle de Vilola, dipendente dalla pieve di Corniglio, fu nominata nel Capitulum seu Rotulus Decimarum della diocesi di Parma.
L'edificio fu citato nuovamente nel 1299, mentre nel 1354 fu menzionata per la prima volta l'intitolazione del piccolo tempio a san Mariano martire.
Nel 1564 la chiesa fu eretta a sede parrocchiale autonoma.
Nel 1579 l'antico edificio fu giudicato in pessime condizioni da Giovanni Battista Castelli nel corso della sua visita apostolica; ne fu deciso quindi l'abbandono e la sostituzione con un nuovo tempio, costruito nel 1594 leggermente più a monte del precedente.
Nel 1882 furono avviati i lavori di edificazione del campanile, che, dopo un'interruzione dovuta a modifiche progettuali in corso d'opera, fu completato nel 1894.
Nel 1915 la chiesa fu ristrutturata in stile neobizantino, modificando la facciata con l'aggiunta del rosone e delle decorazioni; negli stessi anni gli interventi interessarono anche gli interni, che furono ornati in forme analoghe.

## Descrizione

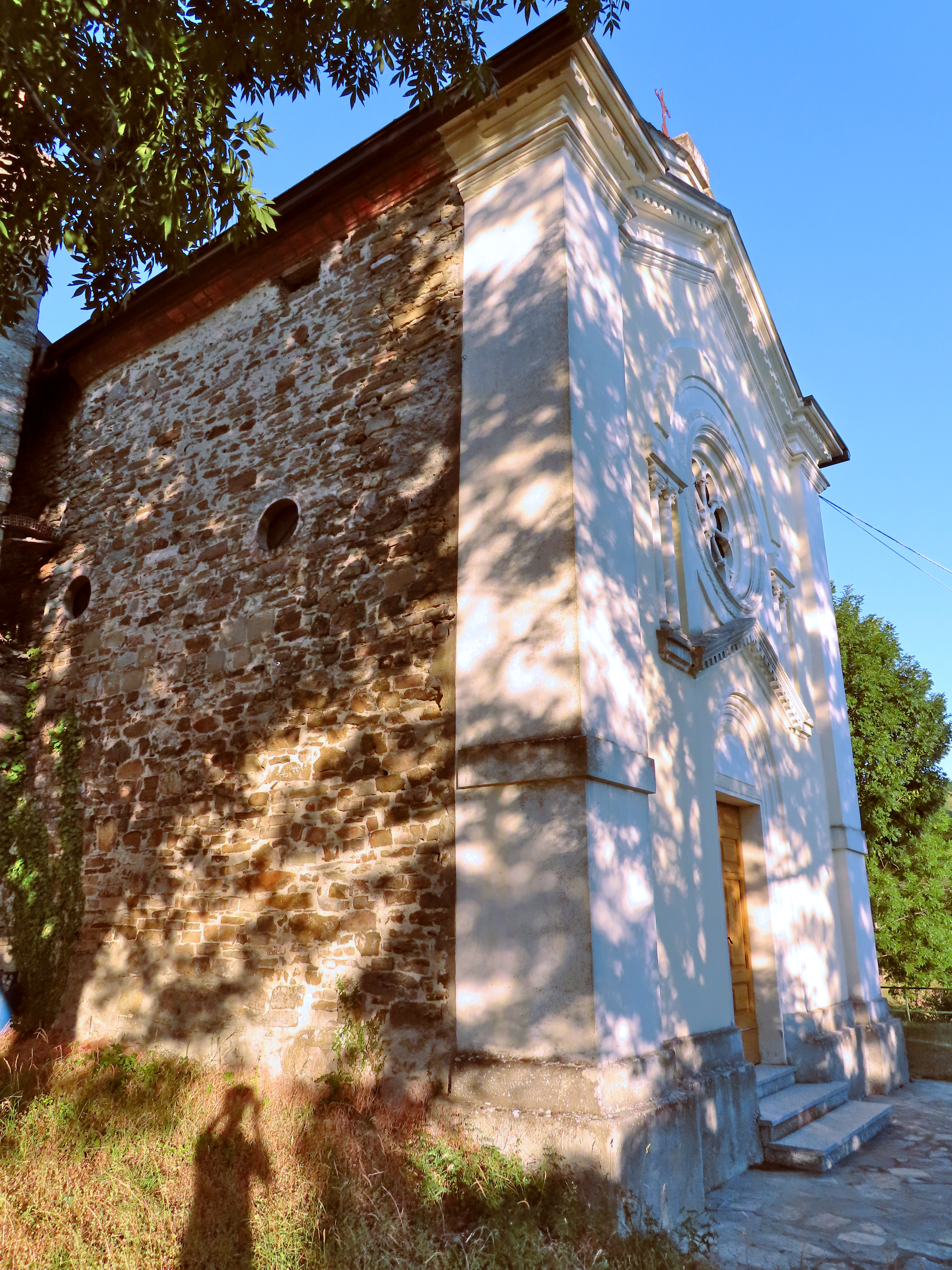
Facciata e lato nord

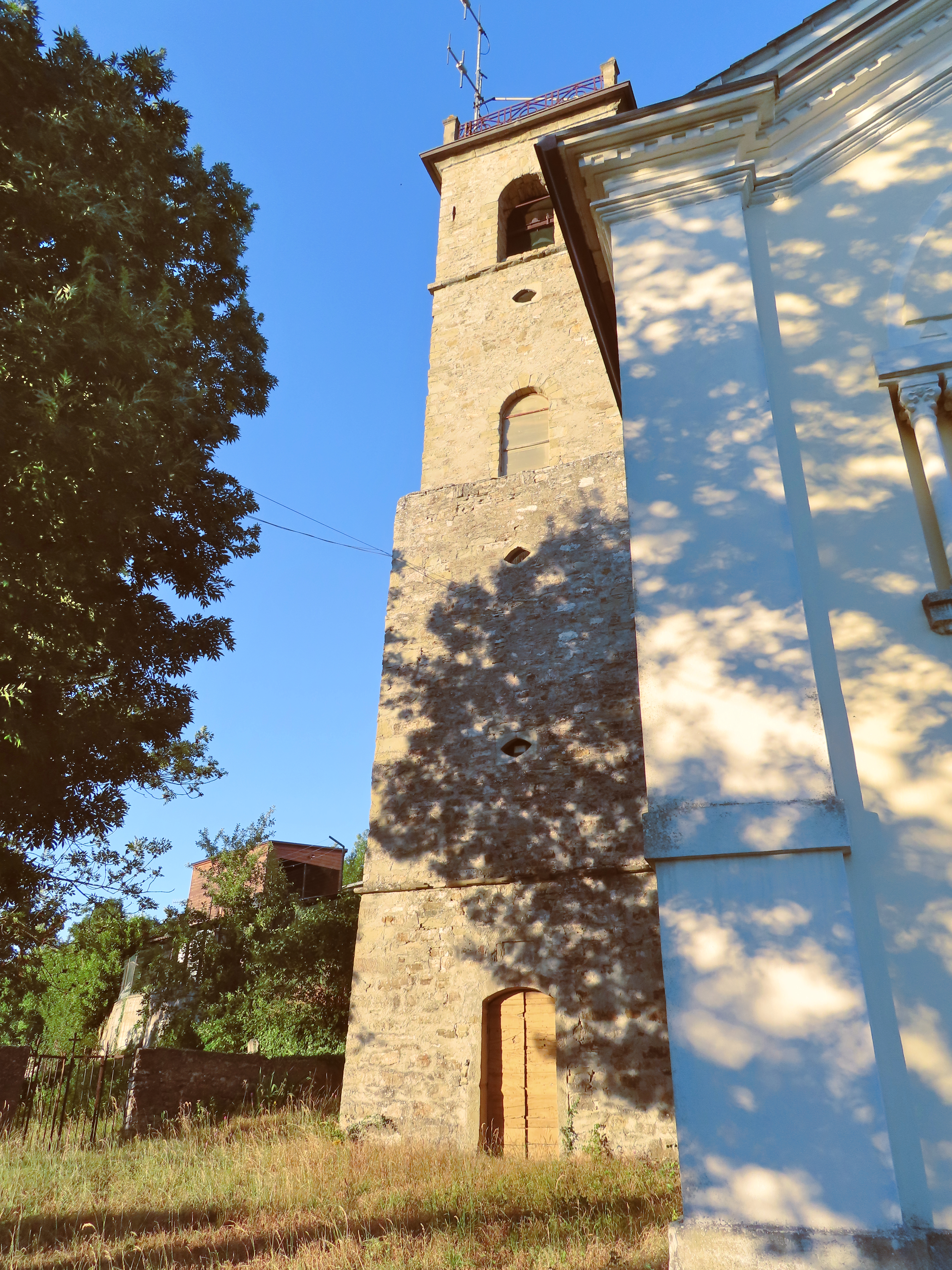
Campanile

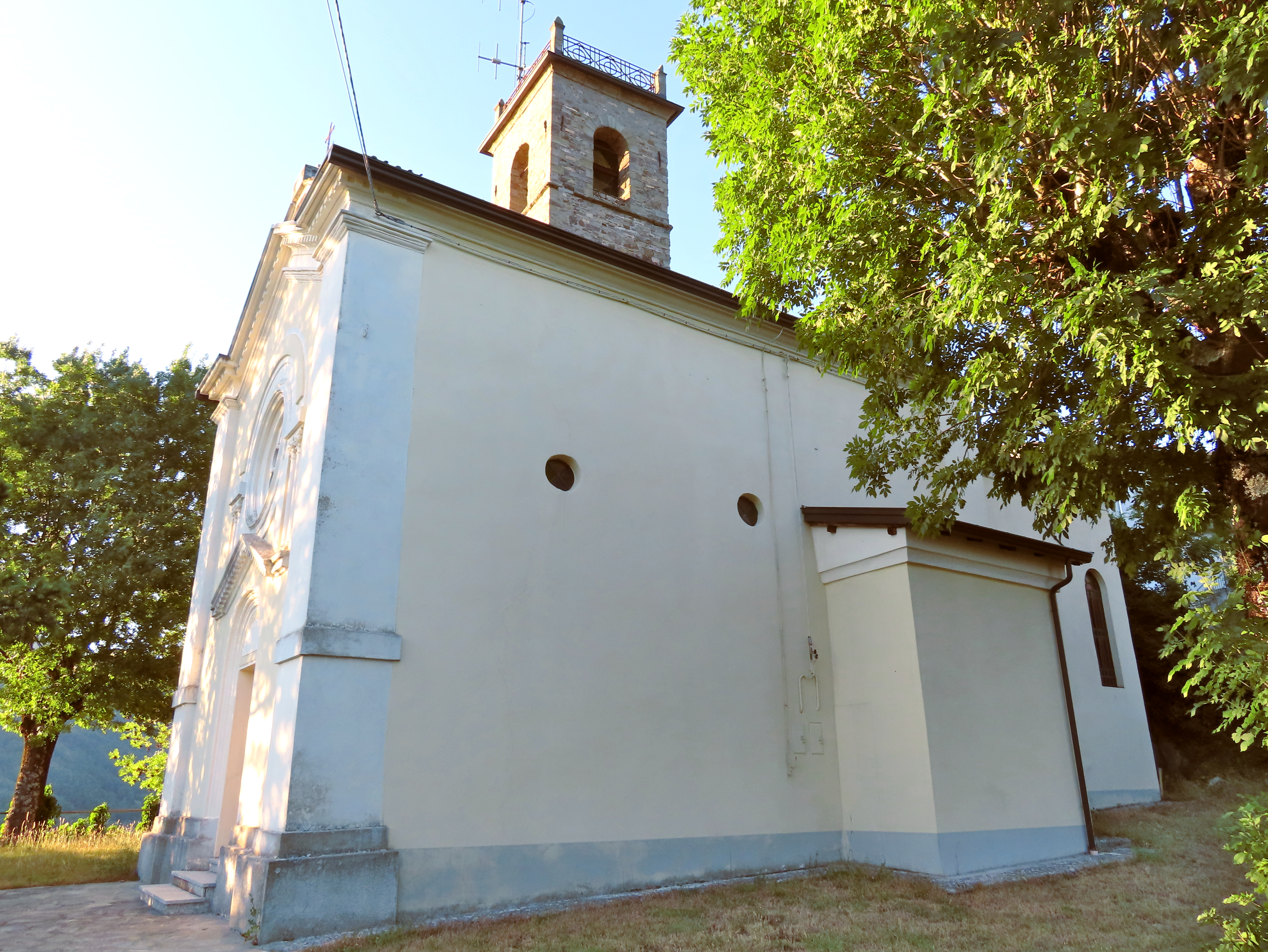
Facciata e lato sud

La chiesa si sviluppa su un impianto a navata unica affiancata da una cappella per lato, con ingresso a ovest e presbiterio absidato a est.
La simmetrica facciata a capanna, intonacata come gran parte dell'edificio, è caratterizzata dalla presenza del portale d'ingresso centrale, sormontato da una lunetta e delimitato da una cornice strombata ad arco a tutto sesto; più in alto, su un architrave cuspidato si apre un rosone con raggiera, circoscritto da una cornice modanata e strombata, a sua volta racchiusa da un'ampia arcata a tutto sesto retta da due colonnine binate per parte; alle estremità del prospetto si elevano due lesene angolari, mentre in sommità corre lungo gli spioventi del tetto un cornicione modanato e dentellato.
Dai fianchi aggettano i volumi delle cappelle; sulla sinistra si eleva su un alto e profondo basamento il campanile in pietra, con cella campanaria affacciata sulle quattro fronti attraverso ampie monofore ad arco a tutto sesto; a coronamento, sopra al cornicione è posta una ringhiera metallica.
All'interno la navata, coperta da una volta a botte lunettata, è scandita in tre campate da una serie di lesene, ornate in sommità con colonnine binate a sostegno dei capitelli dorici; le prime due campate sono illuminate lateralmente da oculi circolari aperti in sommità, mentre in corrispondenza della terza campata si affacciano sull'aula, attraverso ampie arcate a tutto sesto, le due cappelle.
Il presbiterio, lievemente sopraelevato, è preceduto dall'arco trionfale, retto da paraste doriche; l'ambiente, coronato da una volta a vela, ospita nel mezzo l'altare maggiore marmoreo a mensa, aggiunto intorno al 1970; sul fondo l'abside a pianta poligonale, coperta dal catino a spicchi, è illuminata in sommità da due oculi.